# Att se röster
Att se röster : En resa in i de dövas värld (originaltitel Seeing voices) är en bok skriven av Oliver Sacks. Den handlar huvudsakligen om teckenspråk och dövhet och skildras växlingsvis ur ett historiskt, vetenskapligt och psykologiskt perspektiv.